# Rosal de la Frontera

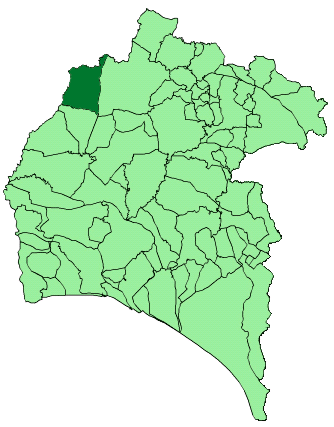
Localização de Rosal de la Frontera

Rosal de la Frontera é um município raiano da Espanha na província de Huelva, comunidade autónoma da Andaluzia, de área 210 km² com população de 1820 habitantes (2007) e densidade populacional de 8,60 hab/km².

## Demografia
| Variação demográfica do município entre 1991 e 2004 | Variação demográfica do município entre 1991 e 2004 | Variação demográfica do município entre 1991 e 2004 | Variação demográfica do município entre 1991 e 2004 |
| --------------------------------------------------- | --------------------------------------------------- | --------------------------------------------------- | --------------------------------------------------- |
| 1991                                                | 1996                                                | 2001                                                | 2004                                                |
| 1946                                                | 1915                                                | 1816                                                | 1807                                                |